# Milner
Milner es una ciudad ubicada en el condado de Lamar en el estado estadounidense de Georgia. En el año 2000 tenía una población de 522 habitantes.

## Geografía
Milner se encuentra ubicada en las coordenadas 33°6′47″N 84°11′42″O / 33.11306, -84.19500 (33.112941, -84.195017).
Según la Oficina del Censo, la localidad tiene un área total de 3,6 km² (1,4 mi²), de la cual 3,6 km² (1,4 mi²) es tierra y 0 km² (0 mi²) (0.00%) es agua.

## Demografía
Según la Oficina del Censo en 2000 los ingresos medios por hogar en la localidad eran de $42,222, y los ingresos medios por familia eran $44,375. Los hombres tenían unos ingresos medios de $31,328 frente a los $19,625 para las mujeres. La renta per cápita para la localidad era de $17,819. 